# Leucospermum reflexum
Leucospermum reflexum är en tvåhjärtbladig växtart som beskrevs av Buek och Meissn.. Leucospermum reflexum ingår i släktet Leucospermum och familjen Proteaceae. Utöver nominatformen finns också underarten L. r. luteum.